# Черноморский флот ВМФ России

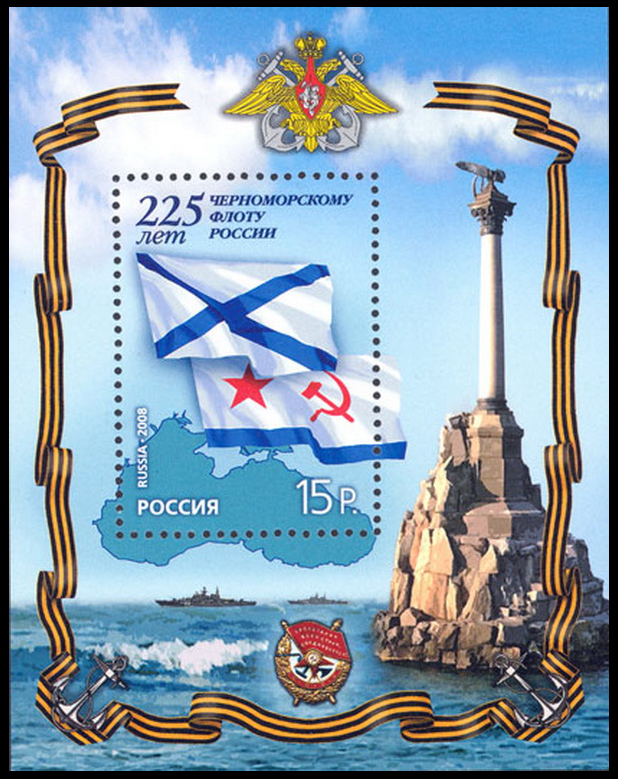
Почтовый блок России, посвящённый 225-летию Черноморского флота России, 2008

Нарукавная эмблема Черноморского флота

Краснознамённый Черномо́рский флот (ЧФ, КЧФ) — оперативно-стратегическое объединение Военно-морского флота Российской Федерации на Чёрном море, являющееся преемником Черноморского флота СССР и Черноморского флота Российской империи. Как составная часть ВМФ и Вооружённых сил Российской Федерации в целом является средством обеспечения военной безопасности России в регионе Чёрного моря и Средиземного моря. Вместе с Краснознамённой Каспийской флотилией входит в состав Южного военного округа.
Для выполнения поставленных задач Черноморский флот имеет в своём составе дизельные подводные лодки, надводные корабли для действий в океанской и ближней морской зонах, морскую ракетоносную, противолодочную и истребительную авиацию, морскую пехоту, части сухопутных и береговых войск.
Штаб Черноморского флота и Главная база располагается в Севастополе.
В 2008 году участвовал в войне в Грузии. С февраля 2014 года Черноморский флот участвует в российско-украинской войне, он был задействован в аннексии Крыма. В 2015—2022 годах силы и средства Черноморского флота были задействованы в обеспечении военной операции России в Сирии, выполняя военные перевозки и прикрытие восточной части акватории Средиземного моря у берегов Сирии.
С 24 февраля 2022 года силы и средства Черноморского флота были задействованы во вторжении на Украину, понёся существенные потери в ходе боевых действий. На конец лета 2024 года ЧФ РФ потерял 30 % своего боевого потенциала, выведено из строя около трети корабельного состава, был потерян флагман флота крейсер «Москва», кроме того затонули или получили серьёзные повреждения ещё минимум 20 кораблей и катеров, 1 подводная лодка. Из 13 десантных кораблей в строю остались около 5. Россия была вынуждена уменьшить свое присутствие в Чёрном море, базирование кораблей в Крыму стало опасным, и Россия укрыла корабли в порту Новороссийска.

## История
Черноморский флот был основан в 1783 году по указу императрицы Екатерины II после присоединения к Российской империи Крыма. Ядром его стали корабли Азовской и Днепровской военных флотилий, созданных во время русско-турецкой войны 1768—1774 годов.
13 мая 1783 года 11 кораблей Азовской флотилии вошли в Ахтиарскую бухту, расположенную на юго-западном берегу Крымского полуострова, где был заложен Севастополь, ставший главной базой флота, а с 1804 года — и главным военным портом. В 1784 году сюда же прибыли 17 кораблей Днепровской флотилии. В память об этом ежегодно 13 мая отмечается День основания российского Черноморского флота.
В 1785 году утверждён был первый штат Черноморского флота в составе 12 линейных кораблей, 20 фрегатов, 5 шхун, 24 транспортных судов, и личного состава в количестве 13 500 человек. Для управления флотом в Херсоне было создано Черноморское адмиралтейство.
Флот развивался и рос быстрыми темпами, и уже в 1787 году насчитывал в своём составе 3 линейных корабля, 12 фрегатов, 3 бомбардирских корабля, 28 других военных судов.
В 1787 году Османская империя, не смирившаяся с потерей Крыма, предъявила России ультиматум с требованием возвратить полуостров. Россия ответила отказом. Так началась Русско-турецкая война, в которой Черноморский флот принял боевое крещение и нанёс османскому флоту крупные поражения, несмотря на его существенное численное превосходство.
Во время Крымской войны эскадра Черноморского флота одержала блестящую победу в Синопской бухте (18 ноября 1853 года), разбив 15 вражеских кораблей из 16. А во время обороны Севастополя моряки-черноморцы, сойдя на берег и затопив свои корабли, 349 дней доблестно сражались на бастионах города.
Поражение в Крымской войне и невыгодные условия Парижского мира 1856 года лишили Россию возможности содержать военный флот и военно-морские укрепления на Чёрном море. Однако после франко-прусской войны 1870—1871 годов, вызвавшей падение французской монархии, русское правительство приступило к постепенному восстановлению своего военного присутствия в регионе.
Тем не менее к началу русско-турецкой войны 1877—1878 годах Россия не имела на Чёрном море полноценного флота, оказавшись в заведомо невыигрышном положении в сравнении с противником. В результате в мае 1877 года эскадра из 5 турецких броненосцев беспрепятственно подошла к Сухуму, подвергнув его сильной бомбардировке, вследствие чего русские войска были вынуждены оставить город вплоть до конца августа.
Во второй половине 1880-х годов, в рамках принятой правительством в 1881 году 20-летней судостроительной программы, началось строительство серии барбетных паровых броненосцев для Черноморского флота. С 1889 по 1894 год в строй были введены однотипные барбетные броненосцы «Екатерина II», «Чесма», «Синоп» и «Георгий Победоносец», а в 1892 году — отличавшийся от них по конструкции барбетный броненосец «Двенадцать апостолов». К началу XX века их дополнили более совершённые башенные броненосцы «Три Святителя», «Ростислав», крейсер «Память Меркурия», а также многочисленные миноносцы и минные крейсера.
В 1905 году флот был затронут революцией. Значимыми событиями этого периода стали восстание моряков на броненосце «Князь Потёмкин-Таври́ческий» и Севастопольское восстание.
Перед началом Первой мировой войны, помимо вышеперечисленных броненосцев, в составе Черноморского флота имелись паровые броненосцы «Пантелеймон» (быв. «Князь Потёмкин Таврический»), «Иоанн Златоуст» и «Евстафий», бронепалубные крейсера «Очаков», «Память Меркурия-II» (быв. «Кагул»), «Алмаз». Достраивались новейшие дредноуты «Императрица Мария», «Император Александр III», «Императрица Екатерина Великая», а также подводные лодки и эскадренные миноносцы типа «Новик». К началу Первой мировой войны 1914-18 годов Черноморский флот насчитывал в боевом составе 46 кораблей различных классов (почти втрое меньше, чем Балтийский флот). В нём имелось 7 линейных кораблей, 2 крейсера, 13 эскадренных миноносцев, 13 миноносцев, 5 подводных лодок, 3 канонерские лодки, 2 минных заградителей, 1 посыльное судно, а также большое количество вспомогательных судов.
Во время Первой мировой войны Черноморский флот представлял собой грозную силу и контролировал всю акваторию Чёрного моря, а также оказывал поддержку Румынскому и Кавказскому фронтам. Во время походов к Босфору и берегам Турции флот совместно с ВВС проводил успешные военные операции по затоплению и захвату вражеских кораблей. К 1917 году Черноморский флот насчитывал уже 177 боевых кораблей, в том числе 2 линкора, имел транспортную, подводную, миноносную флотилии. Личный состав флота на 1 января 1917 года состоял из 41 914 матросов (подсчёт С. Хесина, другие авторы дают иные цифры), а также 1 463 морских офицеров.
Серьёзный удар по боеспособности флота нанесла Февральская революция, а после Октябрьской — Черноморский флот окончательно потерял боеспособность. В ночь на 30 ноября 1917 года произошло первое убийство офицера подчинёнными, а в ночь на 16 декабря 1917 года на Малаховом кургане были расстреляны матросами две группы офицеров (15 человек).

### История с 1917 по 1991 годы
Моряки Черноморского флота в начале 1918 года вели активную борьбу за установление Советской власти, а затем участвовали в борьбе с наступающими германскими войсками. В ночь на 23 февраля 1918 года несколько тысяч матросов провели «Варфоломеевскую ночь» в Севастополе против офицеров, генералов и богатых людей города, уклонившихся от уплаты революционной контрибуции: всего было арестовано и расстреляно несколько сот человек, в том числе 40 офицеров и генералов. Большая часть кораблей была переведена в Новороссийск, а затем затоплена, чтобы не допустить их захвата немцами. Черноморский флот был фактически уничтожен. Во время гражданской войны был создан Белый Черноморский флот, активно принимавший участие в поддержке ВСЮР, а затем Русской армии. Черноморский флот провёл эвакуацию войск и беженцев из Крыма. Во время эвакуации Севастополь покинули более 130 кораблей.
В 1921 году начинается создание советского Черноморского флота. Так, в 1920—1921 годах были достроены заложенные во время первой мировой войны на николаевских верфях в качестве десантных транспортов канонерские лодки типа «Эльпидифор»: «Красная Абхазия», «Красная Аджария», «Красная Грузия» и «Красный Крым». А к 7 ноября 1923 года капитально отремонтирован и вновь введён в боевой состав флота бронепалубный крейсер «Кагул», переименованный 31 декабря 1922 года в «Коминтерн».
С 1929 по 1937 год Черноморский флот активно вооружается — были построены более 500 боевых кораблей и катеров различных классов, сотни боевых самолётов, созданы военно-воздушные силы, береговая оборона и система противовоздушной обороны. Поэтому нападение фашистской Германии Черноморский флот встретил во всеоружии, и именно его высокая боевая готовность сорвала попытку врага вывести из строя основные силы флота в первые дни войны.
К началу Великой Отечественной войны 1941—1945 годах в состав Черноморского флота входили линейный корабль «Парижская Коммуна», крейсера «Ворошилов», «Молотов», «Красный Кавказ», «Красный Крым», «Червона Украина», 3 лидера, 14 эсминцев, 47 подводных лодок, 15 тральщиков, 4 канонерские лодки, 2 сторожевых корабля, минный заградитель, 34 торпедных катера, 10 катеров-охотников, вспомогательные суда. ВВС флота насчитывали 625 самолётов. Этим силам на Чёрном море противостояли 17 кораблей стран «оси».
Нападение нацистской Германии Черноморский флот встретил в полной боевой готовности. Особое место в его боевых действиях занимают оборона Одессы, Севастополя, Керченско-Феодосийская десантная операция, оборона Кавказа, освобождение Новороссийска. После провала рейда на Ялту 6 октября 1943 года (гибель лидера «Харьков» и двух эсминцев) все крупные корабли Черноморского флота были переведены в резерв Ставки Верховного Главнокомандующего и больше не участвовали в боевых действиях. Флот провёл 24 десантные операции, было потоплено 835 кораблей и судов противника, 539 повреждено.
Высокий героизм и подготовка экипажей занимают ключевое место в победах Черноморского флота в годы Великой Отечественной войны. Свыше 200 черноморцев были удостоены звания Героя Советского Союза, 54766 человек были награждены орденами и медалями.
За боевые заслуги указом Президиума Верховного Совета СССР от 7 мая 1965 года Черноморский флот был награждён орденом Красного Знамени.
В послевоенные годы на вооружение Черноморского флота поступили новые корабли и боевая техника, позволившая кораблям выходить в дальние походы и отрабатывать задачи боевой подготовки по обеспечению защиты государственных интересов Советского Союза на море.
В 1956—1961 годах в оперативном подчинении Черноморского флота находилась 40-я отдельная бригада подводных лодок, базирующаяся в албанском заливе Влёра — первое оперативное соединение передового базирования ВМФ СССР у берегов НАТО на Средиземном море
В 1991 году Черноморский флот насчитывал около 100 тысяч человек личного состава и 60 тысяч рабочих и служащих, включал в себя 835 кораблей и судов практически всех существующих классов, в том числе 28 подлодок, 2 противолодочных крейсера, 6 ракетных крейсеров и больших противолодочных кораблей (БПК) I ранга, 20 БПК II ранга, эсминцев и сторожевых кораблей II ранга, около 40 СКР, 30 малых ракетных кораблей и катеров, около 70 тральщиков, 50 десантных кораблей и катеров, более 400 единиц морской авиации. В организационную структуру флота входили 2 дивизии кораблей (противолодочных и десантных), 1 дивизия подводных лодок, 2 дивизии авиации (истребительная и морских ударных ракетоносцев), 1 дивизия береговой обороны, десятки бригад, отдельных дивизионов, полков, частей. В постоянной боевой готовности находились силы Средиземноморской эскадры. Ежегодно через черноморские проливы выходило в мировой океан до ста боевых кораблей и судов. Флот имел разветвлённую сеть базирования от Измаила до Батуми (Измаил, Одесса, Николаев, Очаков, Киев, Черноморское, Донузлав, Севастополь, Феодосия, Керчь, Новороссийск, Поти и др.), его части дислоцировались на территории РСФСР, Украины, Молдавии, Грузии.

### Новейшая история

#### 1990-е годы
Серьёзным ударом по Черноморскому флоту СССР стал распад СССР и последовавший за ним период общей политической и экономической нестабильности. Военно-политическая проблема Черноморского флота оказалась неразрывно связанной с территорией его главной базы — городом Севастополем — и потенциально конфликтной этнополитической ситуацией в Крыму, где большинство населения выступало за присоединение к России. Это обстоятельство обусловило особую сложность ситуации и поиска политических путей её решения. По оценкам экспертов, от выбора политического пути решения проблемы Черноморского флота и Севастополя в немалой степени зависели стабильность и межнациональное согласие в целом в регионе Чёрного моря и на Кавказе.
Проблема статуса Черноморского флота, возникнув на межгосударственном уровне в конце 1991 — начале 1992 годов, сразу же привела к конфронтации и последовавшему затяжному кризису в российско-украинских отношениях.
В ходе событий 1991 года наряду с «парадом суверенитетов» бывших советских республик начал проводиться в жизнь принцип «новым независимым государствам — собственные вооружённые формирования». Наиболее болезненно процесс раздела и определения статуса советского наследства проходил на Украине. Опасность создавшейся ситуации во многом была обусловлена тем, что после распада СССР на её территории оказалась большая часть вооружения и объектов Краснознамённого Черноморского флота — крупнейшей стратегической группировки бывшего единого ВМФ СССР с неопределённым статусом.
24 августа 1991 года Украина согласно «Акту о провозглашении независимости» и результатам всеукраинского референдума начала создавать суверенное независимое государство, гарантом безопасности и территориальной целостности которого должны были стать собственные вооружённые силы. В соответствии с постановлением Верховного Совета Украины «О воинских формированиях на Украине» все воинские формирования, дислоцированные на её территории, были формально подчинены Верховному Совету Украины. В октябре 1991 года Верховный Совет Украины принял решение о подчинении Украине Черноморского флота.
6 декабря Верховный Совет Украины принял закон «О Вооружённых силах» и «Об обороне», официально провозгласив создание своих национальных вооружённых сил на базе объединений, соединений и частей ВС СССР, которые дислоцировались на её территории.
30 декабря 1991 года в Минске состоялась встреча глав государств СНГ, в ходе которой страны — участницы СНГ подписали ряд документов по военным вопросам, в соответствии с которыми министерство обороны бывшего СССР подлежало ликвидации, а вместо него создавалось Главное командование Вооружённых сил СНГ. Государства СНГ получили право создавать собственные вооружённые силы на базе частей и подразделений ВС СССР, которые дислоцировались на территории этих государств, за исключением тех из них, которые признавались «стратегическими силами» и должны были остаться под объединённым командованием СНГ.
Несмотря на то, что Черноморский флот имел статус оперативно-стратегического объединения, который мог быть реализован лишь при сохранении единства его структуры, политическое руководство Украины трактовало минские соглашения по-иному и фактически изначально взяло курс на раздел флота. С этим не могло согласиться руководство России, личный состав и командование Черноморского флота и в основном пророссийски настроенное население Крыма и Севастополя. Началось противостояние, продлившееся в общей сложности более пяти лет.
5 апреля 1992 года президент Украины Леонид Кравчук подписал Указ «О переходе Черноморского флота в административное подчинение Министерству обороны Украины». 7 апреля 1992 года президент Российской Федерации Борис Ельцин издал Указ «О переходе под юрисдикцию Российской Федерации Черноморского флота». «Война указов» завершилась встречей двух президентов 23 июня 1992 года в Дагомысе. Было подписано соглашение о дальнейшем развитии межгосударственных отношений, в котором указывалось на необходимость продолжения переговорного процесса по созданию ВМФ России и ВМС Украины на базе Черноморского флота.
3 августа 1992 года близ Ялты состоялись российско-украинские переговоры на высшем уровне. Президенты России и Украины подписали соглашение о принципах формирования ВМФ России и ВМС Украины на базе Черноморского флота бывшего СССР, согласно которому Черноморский флот становится Объединённым флотом России и Украины с объединённым командованием. Стороны договорились, что в течение трёх лет вопрос о разделе Черноморского флота будет решён.
В то же время неопределённый статус флота продолжал оставаться источником трений между двумя государствами. Отношения военнослужащих украинского и российского флотов, как отмечают источники, оставались весьма напряжёнными, доходя порой до физического противостояния между ними. Сложившаяся в 1993—1994-х годах ситуация на полуострове находилась на грани вооружённого конфликта между Россией и Украиной.
Напряжённость удалось постепенно снизить подписанием двусторонних соглашений между Россией и Украиной, на основании которых произошёл раздел Черноморского флота СССР с созданием Черноморского флота России и ВМС Украины с раздельным базированием на территории Украины.
15 апреля 1994 года в Москве президенты России и Украины Борис Ельцин и Леонид Кравчук подписали Соглашение о поэтапном урегулировании проблемы Черноморского флота, в соответствии с которым ВМС Украины и Черноморский флот РФ базируются раздельно.
9 июня 1995 года президенты России и Украины Борис Ельцин и Леонид Кучма подписали Соглашение о раздельном базировании российского Черноморского флота России и Военно-морских сил Украины.
28 мая 1997 года главы правительств России и Украины в рамках подготовки к подписанию «Большого договора» о дружбе и сотрудничестве подписали в Киеве три соглашения по Черноморскому флоту:
- Соглашение между Российской Федерацией и Украиной о параметрах раздела Черноморского флота (устанавливает численность ЧФ РФ в 25 тыс. человек)[18];
- Соглашение между Российской Федерацией и Украиной о статусе и условиях пребывания Черноморского флота Российской Федерации на территории Украины;
- Соглашение между Правительством Российской Федерации и Правительством Украины о взаиморасчётах, связанных с разделом Черноморского флота и пребыванием Черноморского флота Российской Федерации на территории Украины[19].

В результате переговоров по разделу флота украинской стороне достались 30 боевых кораблей и катеров, одна подводная лодка, 6 кораблей специального назначения, а также 28 судов обеспечения (всего — 67 единиц), 90 боевых самолётов. Россия же получила 338 кораблей и судов, а также 106 самолётов и вертолётов.
По Соглашению о статусе и условиях пребывания Черноморского флота Российской Федерации на территории Украины, России были выделены на украинской территории три пункта базирования: Севастополь (бухты Севастопольская, Южная, Карантинная, Казачья), Феодосия и на временной основе — Николаев, где производились постройка и ремонт российских судов. России на правах 20-летней аренды перешли: главная бухта города — Севастопольская с причалами для стоянки более чем 30 боевых кораблей, бухта Карантинная с бригадой ракетных катеров Черноморского флота и водолазным полигоном, Казачья бухта, где была размещена бригада морской пехоты, Южная бухта. В Стрелецкой бухте совместно базировались корабли российского и украинского флотов.

Россия получила также в аренду основной арсенал боеприпасов, ракетную базу Черноморского флота, десантный полигон и два аэродрома: Гвардейское под Симферополем и Кача под Севастополем. Украина соглашалась на использование Черноморским флотом в Крыму, за пределами Севастополя, российских флотских объектов: 31-го испытательного центра в Феодосии, пунктов ВЧ-связи в Ялте и Судаке и крымского военного санатория. Согласно договорённостям, Россия могла иметь на Украине не более 25 тысяч человек личного состава, 24 артиллерийских систем калибра более 100 мм, 132 бронемашин, 22 боевых самолётов морской авиации наземного базирования, а численность российских кораблей и судов не должна была превышать 388 единиц. На арендуемых аэродромах в Гвардейском и Севастополе (Каче) можно было размещать 161 летательный аппарат. Российская сторона обязалась не иметь ядерного оружия в составе Черноморского флота РФ на территории Украины.

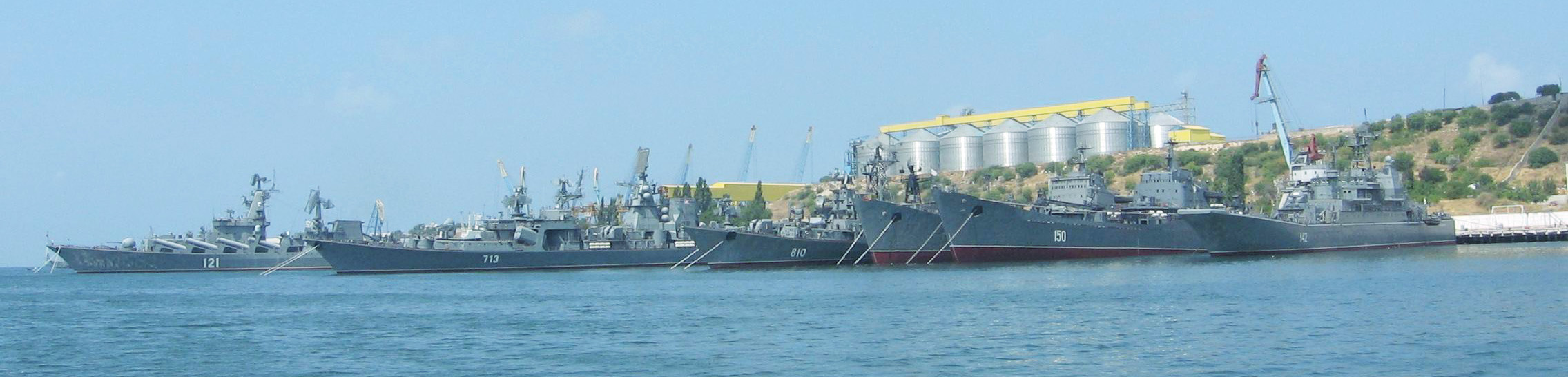
Корабли Черноморского флота ВМФ России

Двусторонними соглашениями 1997 года были оговорены условия аренды базы Черноморского флота на территории Украины, в том числе ежегодная арендная плата в размере 97,75 млн долл, выплачиваемая путём погашения Россией части государственного долга Украины, а также срок пребывания Черноморского флота РФ на территории Украины — до 28 мая 2017 года.
Украина согласилась передать РФ большую часть Черноморского флота, оставив себе 18 % кораблей. В 2014 году контроль над севастопольской военной базой позволил России в течение нескольких дней захватить Крым.
Процесс раздела наследства бывшего Краснознамённого Черноморского флота СССР и окончательного формирования на его базе Военно-морских сил Украины и Черноморского флота Российской Федерации в основном завершился к 2000 году. К этому времени была также формально разрешена проблема статуса Севастополя как основной военно-морской базы двух флотов на Чёрном море.
Непростыми были в те годы и отношения с Грузией. Так, в ноябре—декабре 1992 года силами Черноморского флота и при отсутствии какой-либо поддержки официальной Москвы и при противодействии грузинских властей из Поти морским путём были эвакуированы весь персонал российской военно-морской базы, семьи военнослужащих, большая часть русскоязычного населения города.

#### 2000-е годы

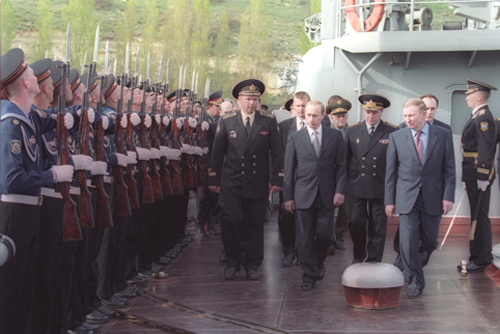
В. В. Путин на борту российского ракетного крейсера «Москва» с Президентом Украины Л. Д. Кучмой в 2000 году.

Согласно «Морской доктрине Российской Федерации на период до 2020 года», утверждённой президентом России Владимиром Путиным 27 июля 2001 года, защита территории РФ с морских направлений, защита её суверенитета на внутренние морские воды и территориальные моря, включая регион Чёрного моря, была отнесена «к категории высших государственных приоритетов». В этом документе была поставлена задача сохранить базирование Черноморского флота в Севастополе на длительную перспективу. По итогам Совещания по военно-дипломатическим вопросам Азово-Черноморского региона, прошедшего 17 сентября 2003 года, Владимир Путин подчеркнул, что этот регион представляет собой зону стратегических интересов России, которая «обеспечивает прямой выход России к важнейшим глобальным транспортным маршрутам, в том числе энергетическим». С целью укрепления позиций России в регионе было принято решение о создании дополнительно пункта базирования Черноморского флота в Новороссийске. В то же время подчёркивалось, что решение о развитии системы базирования Черноморского флота на Кавказском побережье России «не значит, что мы будем оставлять нашу основную базу в Севастополе».
17 сентября 2003 года Черноморский флот был удостоен Почётного диплома Московской городской Думы за заслуги перед городским сообществом в деятельности по военно-патриотическому воспитанию молодёжи.
21 апреля 2010 года президенты России и Украины подписали Харьковские соглашения по продлению срока аренды пунктов базирования Черноморского флота РФ в Крыму на 25 лет (после 2017 года), с возможностью его продления ещё на 5 лет — до 2042—2047 годов.
27 апреля 2010 года Государственная Дума РФ и Верховная Рада Украины ратифицировали соглашение по Черноморскому флоту РФ. Ратификация соглашения на Украине проходила на фоне акций протеста, организованных оппозицией, как в зале Рады, так и в центре Киева.
19 октября 2011 года Россия и Украина не смогли подписать Соглашение о замене кораблей Черноморского флота РФ на новые. Украинская сторона выдвинула условия, по которым Россия должна была согласовывать с ней каждый шаг по замене кораблей, предоставлять полный перечень вооружения новых кораблей, заключить контракты на их обслуживание с украинскими судоремонтными предприятиями. То же касалось наземной техники, береговых систем, авиации.
В 2013 году решением Министра обороны РФ Сергея Шойгу создано оперативное соединение в дальней морской зоне (Средиземноморская эскадра) ВМФ РФ, которое подчинено командующему Черноморским флотом.

#### 2014 — настоящее время
С 18 марта 2014 года, после российской аннексии Крыма, главная база Черноморского флота в Севастополе де-факто перешла под юрисдикцию России, а Харьковские соглашения, согласно которым флот базировался в Крыму, были денонсированы Российской Федерацией.
2 апреля 2014 года Министерство иностранных дел Российской Федерации направило ноту посольству Украины в России, уведомив о вступлении в силу Федерального закона «О прекращении действия соглашений, касающихся пребывания Черноморского флота Российской Федерации на территории Украины»:
- Соглашение между Российской Федерацией и Украиной о параметрах раздела Черноморского флота от 28 мая 1997 года;
- Соглашение между Российской Федерацией и Украиной о статусе и условиях пребывания Черноморского флота Российской Федерации на территории Украины от 28 мая 1997 года;
- Соглашение между Правительством Российской Федерации и Правительством Украины о взаиморасчётах, связанных с разделом Черноморского флота и пребыванием Черноморского флота Российской Федерации на территории Украины, от 28 мая 1997 года;
- Соглашение между Российской Федерацией и Украиной по вопросам пребывания Черноморского флота Российской Федерации на территории Украины от 21 апреля 2010 года[19].

С началом военной операции России в Сирии 30 сентября 2015 года корабли Черноморского флота осуществляют прикрытие авиационной группы ВВС России в Сирии, неся боевое дежурство у берегов Сирии в составе Средиземноморской эскадры ВМФ России.
По итогам 2016 года корабли флота осуществили около 80 походов в ближнюю и дальнюю морские зоны, успешно выполняли задачи в составе постоянного оперативного соединения ВМФ России в Средиземном море. Фрегат «Адмирал Григорович» и малые ракетные корабли «Серпухов» и «Зелёный Дол» впервые выполнили боевую стрельбу крылатыми ракетами «Калибр» по целям на территории Сирии.

#### Вторжение России на Украину

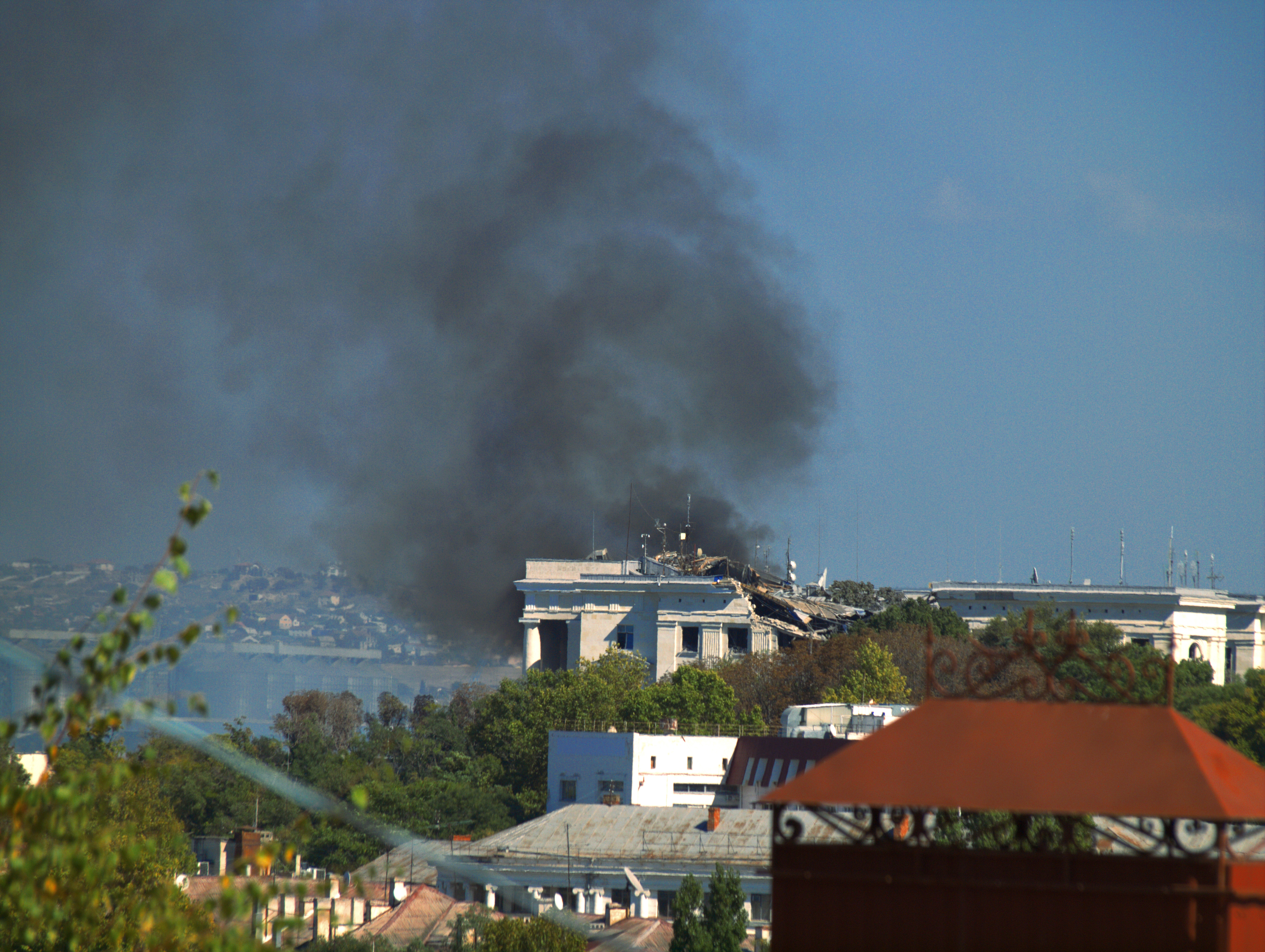
Повреждения от крылатых ракет здания штаба Черноморского флота в Севастополе, 22 сентября 2023 года

С февраля 2022 года Черноморский флот участвует во вторжении на Украину. Корабли используются в основном для пусков крылатых ракет «Калибр». Подразделения морской пехоты принимают непосредственное участие в боях на суше. В ходе боевых действий флот понёс существенные потери, был потерян флагман Черноморского флота, гвардейский ракетный крейсер «Москва», кроме того затонули или получили серьёзные повреждения ещё минимум 17 кораблей и катеров, 1 подводная лодка. Понёс потери командный состав флота: заместитель командующего Черноморским флотом капитан 1-го ранга Андрей Палий и командир 810-й бригады морской пехоты Черноморского флота, полковник Алексей Шаров погибли в боях за Мариуполь. 13 сентября
2023 года в результате ракетного удара по Севастопольскому морскому заводу были серьёзно повреждены дизель-электрическая подлодка Б-237 «Ростов-на-Дону» и большой десантный корабль «Минск». 22 сентября 2023 года по штабу Черноморского флота в Севастополе был нанесён ракетный удар, здание подверглось значительным разрушениям, возник пожар. 25 сентября Силы специальных операций Украины заявили, что в результате удара был убит командующий флотом Виктор Соколов и ещё 33 офицера ЧФ РФ.
В конце сентября — начале октября 2023 года, после украинских ударов ракетами и БПЛА по расположенным в районе Севастопольской военно-морской базы военным кораблям, значительная их часть была отведена из Севастополя глубже в тыл, в порты Феодосии на востоке Крыма и Новороссийска на северо-востоке российского побережья Чёрного моря. Как минимум 17 судов переведены в Новороссийск, включая три ударные подлодки и два фрегата. Отведённые корабли все ещё способны атаковать украинские порты и электросети ракетами, и ЧФ РФ сохраняет существенное присутствие в Севастополе, включая два фрегата, два корвета, три десантных корабля и подлодку. Однако отвод кораблей из Севастополя, захваченного Россией в 2014 году, указывает, что полномасштабное вторжение РФ на Украину ударило по самой России. Военные удары Украины ограничили возможности российского ЧФ в Чёрном море и прорвали российскую блокаду украинских портов. По данным министра обороны Великобритании Гранта Шэппса, только с сентября по декабрь 2023 года «было уничтожено 20 % российского Черноморского флота».
В конце 2023 года Черноморский флот вышел из подчинения командованию округа.

## Командование

### Командующие флотом
Черноморским флотом ВМФ Российской Федерации в разные годы командовали:
- с сентября 1991 по сентябрь 1992 — адмирал Касатонов, Игорь Владимирович;
- с сентября 1992 по январь 1993 — вице-адмирал Ларионов Виталий Петрович (врио);
- с января 1993 по февраль 1996 — адмирал Балтин, Эдуард Дмитриевич;
- с февраля 1996 года по июль 1998 — адмирал Кравченко, Виктор Андреевич;
- с июля 1998 по октябрь 2002 — адмирал Комоедов, Владимир Петрович;
- с октября 2002 по февраль 2005 — адмирал Масорин, Владимир Васильевич;
- с февраля 2005 по июль 2007 — адмирал Татаринов, Александр Аркадьевич;
- июль 2007 года — 2 июля 2010 года[52] — вице-адмирал Клецков, Александр Дмитриевич;
- 2 июля 2010 года[52] — 23 июня 2011 года[53] — вице-адмирал Королёв, Владимир Иванович;
- 23 июня 2011 года — 15 апреля 2013 года — вице-адмирал Федотенков, Александр Николаевич[53];
- 15 апреля 2013 года — 14 мая 2018 года — адмирал Витко, Александр Викторович;
- 14 мая 2018 года — 8 мая 2019 года — вице-адмирал Моисеев, Александр Алексеевич;
- 8 мая 2019 года — 10 августа 2022 — вице-адмирал, с 2021 — адмирал Осипов, Игорь Владимирович[54].
- 14 августа 2022 — 14 февраля 2024 — вице-адмирал, с 2023 — адмирал Соколов, Виктор Николаевич[55][56].
- 15 февраля 2024 — вице-адмирал, с 2025 — адмирал Пинчук, Сергей Михайлович[57].

### Начальники штаба флота
- вице-адмирал Гуринов, Георгий Николаевич (1989—08.1992);
- вице-адмирал Святашов, Пётр Григорьевич (10.1992—09.1997);
- вице-адмирал Татаринов, Александр Аркадьевич (09.1997—02.2005);
- вице-адмирал Мардусин Виктор Николаевич (03.2005—05.2006);
- вице-адмирал Троян, Александр Владимирович (04.07.2006—07.02.2013);
- вице-адмирал Носатов, Александр Михайлович (07.02.2013—17.05.2016);
- вице-адмирал Лиина, Виктор Николаевич (17.05.2016—07.2019);[58]
- контр-адмирал Смоляк, Игорь Владимирович (07.2019—10.2021);
- вице-адмирал Пинчук, Сергей Михайлович (10.2021—02.2024)[59].
- вице-адмирал Ахмеров, Ильдар Фердинандович (с 2024)

## Современное состояние

### Система базирования
Пункты базирования корабельного состава Черноморского флота
- Севастополь
- Феодосия
- Донузлав
- Новороссийск

Основные аэродромы
- Бельбек[60] — на аэродроме расположен 38-й истребительный авиационный полк 27-й смешанной авиационной дивизии 4-й гвардейской армии ВВС и ПВО Южного военного округа. В его состав входит около 16 истребителей Су-27СМ.
- Гвардейское[61], Су-24М, Су-25.
- Кача[62] — 4 противолодочных самолёта-амфибии Бё-12, транспортные Ан-26, а также до 30 вертолётов Ка-27 и 8 вертолётов-постановщиков помех Ми-8, а также некоторые другие летательные аппараты[63].
- Саки[64] — на аэродроме расположен 43-й отдельный морской штурмовой авиационный полк авиации Черноморского флота. Ранее в состав полка были поставлены пять многофункциональных истребителей Су-30СМ (три в 2014 году и два в июле 2015 года), а также Су-24М. Ещё три многофункциональных истребителя Су-30СМ встали на боевое дежурство в октябре 2015 года.

Запасные аэродромы
- Севастополь (мыс Херсонес, Южный)

Узлы связи (Кача, Судак, Ялта)
- Отрадное — 219-й отдельный полк радиоэлектронной борьбы.
- Полигон «Опук (полигон)» в районе Феодосии (полигон морской пехоты[65])

Большая часть причальных стенок порта Севастополь используется для стоянки более 30 боевых кораблей и судов. В Севастополе также базируется штаб ЧФ, центральный узел связи, военно-морской госпиталь, 1096-й зенитный ракетный полк, 810-я отдельная бригада морской пехоты, 17-й арсенал (в/ч 63859), яхт-клуб.

#### Севастопольская военно-морская база
Является главной базой Черноморского флота России. Имеет несколько причалов, расположенных в нескольких бухтах Севастополя — Северной, Южной, Карантинной и др.

#### Новороссийская военно-морская база

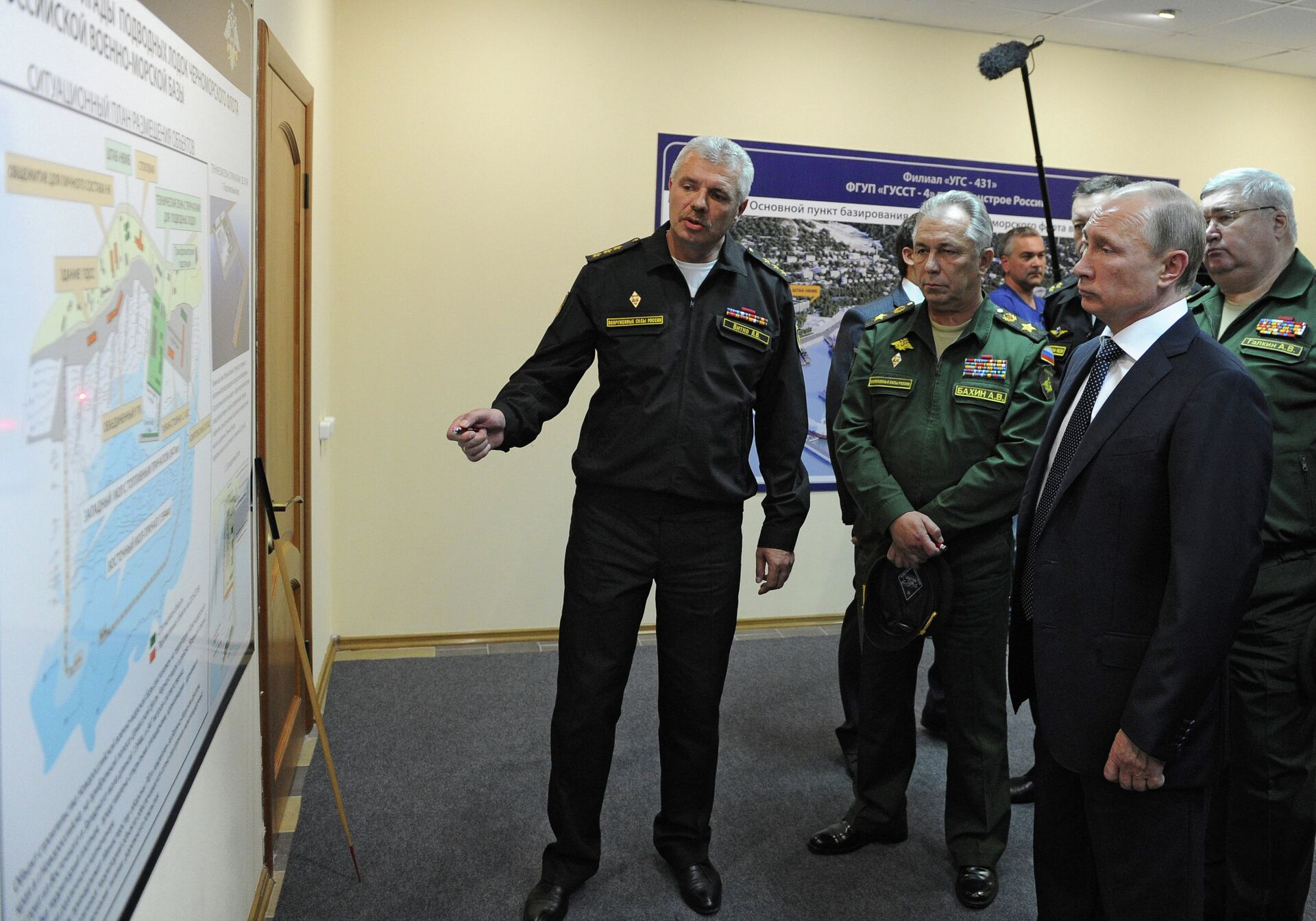
Адмирал А. В. Витко информирует президента В. В. Путина о ходе строительства пункта базирования ЧФ в Новороссийске. 23 сентября 2014 года

Оперативно-тактическое территориальное объединение в составе Черноморского флота России. В боевой состав базы входит соединение кораблей охраны водного района, противолодочные и противоминные корабли, береговое ракетно-артиллерийское соединение, части морской пехоты и инженерной службы, поисково-спасательные и гидрографические суда, части тыла и судоремонта, а также ряд подразделений и служб обеспечения. Зона ответственности Новороссийской ВМБ — от границ с Грузией на Чёрном море до границ с Украиной на Азовском море.

#### Крымская военно-морская база
Была вновь сформирована в сентябре 2014 года. Штаб базы в Севастополе, в том месте, где ранее находился штаб ВМС Украины. Командиром ВМБ был назначен капитан 1 ранга, впоследствии контр-адмирал Юрий Станиславович Земский.
С июня 2017 года и по 2021 год командиром Крымской ВМБ являлся контр-адмирал Гуринов Олег Георгиевич.
С 2021 года командиром Крымской ВМБ является контр-адмирал Меньков, Феликс Владимирович.

### Корабельный состав Черноморского флота
| 30-я дивизия надводных кораблей                                             | 30-я дивизия надводных кораблей                                             | 30-я дивизия надводных кораблей                                             | 30-я дивизия надводных кораблей                                             | 30-я дивизия надводных кораблей                                             | 30-я дивизия надводных кораблей                                             | 30-я дивизия надводных кораблей                                             | 30-я дивизия надводных кораблей                                             |
| Тип                                                                         | Название                                                                    | Изготовитель                                                                | Борт. №                                                                     | Закладка                                                                    | Спуск на воду                                                               | Ввод в строй                                                                | Состояние                                                                   |
| Сторожевые корабли дальней морской зоны / фрегаты / корветы — 2 / 3 / 1 + 1 | Сторожевые корабли дальней морской зоны / фрегаты / корветы — 2 / 3 / 1 + 1 | Сторожевые корабли дальней морской зоны / фрегаты / корветы — 2 / 3 / 1 + 1 | Сторожевые корабли дальней морской зоны / фрегаты / корветы — 2 / 3 / 1 + 1 | Сторожевые корабли дальней морской зоны / фрегаты / корветы — 2 / 3 / 1 + 1 | Сторожевые корабли дальней морской зоны / фрегаты / корветы — 2 / 3 / 1 + 1 | Сторожевые корабли дальней морской зоны / фрегаты / корветы — 2 / 3 / 1 + 1 | Сторожевые корабли дальней морской зоны / фрегаты / корветы — 2 / 3 / 1 + 1 |
| --------------------------------------------------------------------------- | --------------------------------------------------------------------------- | --------------------------------------------------------------------------- | --------------------------------------------------------------------------- | --------------------------------------------------------------------------- | --------------------------------------------------------------------------- | --------------------------------------------------------------------------- | --------------------------------------------------------------------------- |
| Сторожевые корабли проекта 1135 «Буревестник»                               | «Ладный»                                                                    | ССЗ «Залив» (Керчь)                                                         | 861                                                                         | 25.05.1979                                                                  | 07.05.1980                                                                  | 29.12.1980                                                                  | Проект 1135. В строю                                                        |
| Сторожевые корабли проекта 1135 «Буревестник»                               | «Пытливый»                                                                  | ССЗ «Янтарь» (Калининград)                                                  | 868                                                                         | 27.06.1979                                                                  | 16.04.1981                                                                  | 16.01.1982                                                                  | Проект 1135М. В строю                                                       |
| Фрегаты проекта 11356Р «Буревестник»                                        | «Адмирал Григорович»                                                        | ССЗ «Янтарь» (Калининград)                                                  | 494                                                                         | 18.12.2010                                                                  | 14.03.2014                                                                  | 11.03.2016                                                                  | В строю, в СЗМ                                                              |
| Фрегаты проекта 11356Р «Буревестник»                                        | «Адмирал Эссен»                                                             | ССЗ «Янтарь» (Калининград)                                                  | 490                                                                         | 08.07.2011                                                                  | 07.11.2014                                                                  | 07.06.2016                                                                  | В строю                                                                     |
| Фрегаты проекта 11356Р «Буревестник»                                        | «Адмирал Макаров»                                                           | ССЗ «Янтарь» (Калининград)                                                  | 499                                                                         | 29.02.2012                                                                  | 02.09.2015                                                                  | 27.12.2017                                                                  | В строю                                                                     |
| Корвет проекта 20380 типа «Стерегущий»                                      | «Меркурий»                                                                  | ССЗ «Северная верфь»                                                        | 734                                                                         | 20.02.2015                                                                  | 12.03.2020                                                                  | 13.05.2023                                                                  | В строю, в СЗМ                                                              |
| Корвет проекта 20380 типа «Стерегущий»                                      | «Строгий»                                                                   | ССЗ «Северная верфь»                                                        |                                                                             | 20.02.2015                                                                  | 06.2019                                                                     | 12.2025                                                                     | Достраивается на плаву                                                      |
| 197-я бригада десантных кораблей                                            |                                                                             |                                                                             |                                                                             |                                                                             |                                                                             |                                                                             |                                                                             |
| Тип                                                                         | Название                                                                    | Изготовитель                                                                | Борт. №                                                                     | Закладка                                                                    | Спуск на воду                                                               | Ввод в строй                                                                | Состояние                                                                   |
| Большие десантные корабли — 4                                               |                                                                             |                                                                             |                                                                             |                                                                             |                                                                             |                                                                             |                                                                             |
| Большие десантные корабли проекта 1171 «Тапир»                              | «Орск»                                                                      | ССЗ «Янтарь» (Калининград)                                                  | 148                                                                         | 30.08.1967                                                                  | 29.02.1968                                                                  | 05.12.1968                                                                  | В строю                                                                     |
| Большие десантные корабли проекта 1171 «Тапир»                              | «Николай Фильченков»                                                        | ССЗ «Янтарь» (Калининград)                                                  | 152                                                                         | 30.01.1974                                                                  | 29.03.1975                                                                  | 30.12.1975                                                                  | В строю                                                                     |
| Большие десантные корабли проекта 775                                       | «Ямал»                                                                      | «Stocznia Północna» (Гданьск)                                               | 156                                                                         | 06.04.1987                                                                  | 06.10.1987                                                                  | 30.04.1988                                                                  | В строю                                                                     |
| Большие десантные корабли проекта 775                                       | «Азов»                                                                      | «Stocznia Północna» (Гданьск)                                               | 151                                                                         | 22.11.1988                                                                  | 19.05.1989                                                                  | 12.10.1990                                                                  | В ремонте                                                                   |
|                                                                             |                                                                             |                                                                             |                                                                             |                                                                             |                                                                             |                                                                             |                                                                             |
| 4-я отдельная бригада подводных лодок                                       |                                                                             |                                                                             |                                                                             |                                                                             |                                                                             |                                                                             |                                                                             |
| Тип                                                                         | Название                                                                    | Изготовитель                                                                | Борт. №                                                                     | Закладка                                                                    | Спуск на воду                                                               | Ввод в строй                                                                | Состояние                                                                   |
| Дизель-электрические подводные лодки — 7                                    |                                                                             |                                                                             |                                                                             |                                                                             |                                                                             |                                                                             |                                                                             |
| Подводная лодка проекта 877В «Палтус»                                       | Б-871 «Алроса»                                                              | «Красное Сормово»                                                           | 554                                                                         | 17.05.1988                                                                  | 10.09.1989                                                                  | 01.12.1990                                                                  | В строю                                                                     |
| Подводные лодки проекта 636.3 «Варшавянка»                                  | Б-261 «Новороссийск»                                                        | «Адмиралтейские верфи»                                                      | 555                                                                         | 20.08.2010                                                                  | 28.11.2013                                                                  | 22.08.2014                                                                  | В строю, в СЗМ                                                              |
| Подводные лодки проекта 636.3 «Варшавянка»                                  | Б-237 «Ростов-на-Дону»                                                      | «Адмиралтейские верфи»                                                      | 556                                                                         | 21.11.2011                                                                  | 26.06.2014                                                                  | 30.12.2014                                                                  | В ремонте, повреждена                                                       |
| Подводные лодки проекта 636.3 «Варшавянка»                                  | Б-262 «Старый Оскол»                                                        | «Адмиралтейские верфи»                                                      | 481                                                                         | 17.08.2012                                                                  | 28.08.2014                                                                  | 03.07.2015                                                                  | В строю, в СЗМ                                                              |
| Подводные лодки проекта 636.3 «Варшавянка»                                  | Б-265 «Краснодар»                                                           | «Адмиралтейские верфи»                                                      | 482                                                                         | 20.02.2014                                                                  | 25.04 2015                                                                  | 05.11.2015                                                                  | В строю                                                                     |
| Подводные лодки проекта 636.3 «Варшавянка»                                  | Б-268 «Великий Новгород»                                                    | «Адмиралтейские верфи»                                                      | 476                                                                         | 30.10.2014                                                                  | 18.03.2016                                                                  | 26.10.2016                                                                  | В строю                                                                     |
| Подводные лодки проекта 636.3 «Варшавянка»                                  | Б-271 «Колпино»                                                             | «Адмиралтейские верфи»                                                      | 485                                                                         | 30.10.2014                                                                  | 31.05.2016                                                                  | 24.11.2016                                                                  | В строю                                                                     |
|                                                                             |                                                                             |                                                                             |                                                                             |                                                                             |                                                                             |                                                                             |                                                                             |
| 41-я бригада ракетных катеров                                               |                                                                             |                                                                             |                                                                             |                                                                             |                                                                             |                                                                             |                                                                             |
| Тип                                                                         | Название                                                                    | Изготовитель                                                                | Борт. №                                                                     | Закладка                                                                    | Спуск на воду                                                               | Ввод в строй                                                                | Состояние                                                                   |
| 166-й Новороссийский дивизион малых ракетных кораблей                       |                                                                             |                                                                             |                                                                             |                                                                             |                                                                             |                                                                             |                                                                             |
| Малые ракетные корабли проекта 1239 «Сивуч»                                 | «Бора»                                                                      | Зеленодольский ССЗ                                                          | 615                                                                         | 06.1987                                                                     | 26.09.1988                                                                  | 30.12.1989                                                                  | В строю                                                                     |
| Малые ракетные корабли проекта 1239 «Сивуч»                                 | «Самум»                                                                     | Зеленодольский ССЗ                                                          | 616                                                                         | 09.1991                                                                     | 12.10.1992                                                                  | 26.02.2000                                                                  | В строю                                                                     |
| Малые ракетные корабли проекта 21631 «Буян-М»                               | «Вышний Волочёк»                                                            | Зеленодольский ССЗ                                                          | 609                                                                         | 29.08.2013                                                                  | 22.08.2016                                                                  | 28.05.2018                                                                  | В строю                                                                     |
| Малые ракетные корабли проекта 21631 «Буян-М»                               | «Орехово-Зуево»                                                             | Зеленодольский ССЗ                                                          | 626                                                                         | 29.05.2014                                                                  | 17.06.2018                                                                  | 10.12.2018                                                                  | В строю                                                                     |
| Малые ракетные корабли проекта 21631 «Буян-М»                               | «Ингушетия»                                                                 | Зеленодольский ССЗ                                                          | 630                                                                         | 29.08.2014                                                                  | 11.06.2019                                                                  | 28.12.2019                                                                  | В строю                                                                     |
| Малые ракетные корабли проекта 21631 «Буян-М»                               | «Грайворон»                                                                 | Зеленодольский ССЗ                                                          | 600                                                                         | 10.04.2015                                                                  | 05.04.2020                                                                  | 30.01.2021                                                                  | В строю                                                                     |
| Малый ракетный корабль проекта 22800 «Каракурт»                             | «Аскольд»                                                                   | ССЗ «Залив» (Керчь)                                                         |                                                                             | 18.11.2016                                                                  | 21.09.2021                                                                  |                                                                             | В ремонте                                                                   |
| Малый ракетный корабль проекта 22800 «Каракурт»                             | «Туча»                                                                      | Зеленодольский ССЗ                                                          | 606                                                                         | 26.02.2019                                                                  | 30.06.2023                                                                  | 21.12.2024                                                                  | В строю                                                                     |
| 295-й Сулинский дивизион ракетных катеров                                   |                                                                             |                                                                             |                                                                             |                                                                             |                                                                             |                                                                             |                                                                             |
| Ракетные катера проекта 1241 «Молния»                                       | «Р-60»                                                                      | Средне-Невский ССЗ                                                          | 955                                                                         | 10.12.1985                                                                  | 30.12.1986                                                                  | 12.12.1987                                                                  | В строю c ЗРАК «Палаш»                                                      |
| Ракетные катера проекта 1241 «Молния»                                       | Р-239 «Набережные Челны»                                                    | Средне-Невский ССЗ                                                          | 953                                                                         | 05.10.1987                                                                  | 30.12.1988                                                                  | 21.09.1989                                                                  | В строю                                                                     |
|                                                                             |                                                                             |                                                                             |                                                                             |                                                                             |                                                                             |                                                                             |                                                                             |
| 68-я бригада кораблей охраны водного района (Севастополь)                   |                                                                             |                                                                             |                                                                             |                                                                             |                                                                             |                                                                             |                                                                             |
| Тип                                                                         | Название                                                                    | Изготовитель                                                                | Борт. №                                                                     | Закладка                                                                    | Спуск на воду                                                               | Ввод в строй                                                                | Состояние                                                                   |
| 400-й дивизион противолодочных кораблей                                     |                                                                             |                                                                             |                                                                             |                                                                             |                                                                             |                                                                             |                                                                             |
| Малые противолодочные корабли проекта 1124М «Альбатрос-М»                   | «Муромец»                                                                   | ССЗ «Ленинская кузница»                                                     | 064                                                                         | 30.03.1980                                                                  | 27.03.1982                                                                  | 10.12.1982                                                                  | В строю                                                                     |
| Малые противолодочные корабли проекта 1124М «Альбатрос-М»                   | «Суздалец»                                                                  | ССЗ «Ленинская кузница»                                                     | 071                                                                         | 01.08.1981                                                                  | 27.03.1983                                                                  | 03.10.1983                                                                  | В строю                                                                     |
| Малые противолодочные корабли проекта 1124М «Альбатрос-М»                   | «Касимов»                                                                   | ССЗ «Ленинская кузница»                                                     | 055                                                                         | 20.02.1984                                                                  | 07.12.1985                                                                  | 07.10.1986                                                                  | В строю                                                                     |
| Малые противолодочные корабли проекта 1124М «Альбатрос-М»                   | «Ейск»                                                                      | ССЗ «Ленинская кузница»                                                     | 054                                                                         | 16.03.1987                                                                  | 12.04.1989                                                                  | 26.12.1989                                                                  | В строю                                                                     |
| 418-й дивизион тральщиков                                                   |                                                                             |                                                                             |                                                                             |                                                                             |                                                                             |                                                                             |                                                                             |
| Морские тральщики проекта 266М «Аквамарин-М»                                | «Иван Голубец»                                                              | Средне-Невский ССЗ                                                          | 911                                                                         | 17.11.1972                                                                  | 27.08.1973                                                                  | 26.12.1973                                                                  | В строю                                                                     |
| Морские тральщики проекта 266М «Аквамарин-М»                                | «Ковровец»                                                                  | Средне-Невский ССЗ                                                          | 913                                                                         | 20.02.1974                                                                  | 14.10.1974                                                                  | 30.12.1974                                                                  | В строю                                                                     |
| Базовые тральщики проекта 12700 «Александрит»                               | «Иван Антонов»                                                              | Средне-Невский ССЗ                                                          | 601                                                                         | 25.01.2017                                                                  | 25.04.2018                                                                  | 26.01.2019                                                                  | В строю                                                                     |
| Базовые тральщики проекта 12700 «Александрит»                               | «Владимир Емельянов»                                                        | Средне-Невский ССЗ                                                          | 659                                                                         | 20.04.2017                                                                  | 30.05.2019                                                                  | 28.12.2019                                                                  | В строю                                                                     |
| Базовые тральщики проекта 12700 «Александрит»                               | «Георгий Курбатов»                                                          | Средне-Невский ССЗ                                                          | 631                                                                         | 24.04.2015                                                                  | 30.09.2020                                                                  | 20.08.2021                                                                  | В строю                                                                     |
| 184-я бригада охраны водного района Новороссийской базы ЧФ РФ               |                                                                             |                                                                             |                                                                             |                                                                             |                                                                             |                                                                             |                                                                             |
| Тип                                                                         | Название                                                                    | Изготовитель                                                                | Борт. №                                                                     | Закладка                                                                    | Спуск на воду                                                               | Ввод в строй                                                                | Состояние                                                                   |
| 181-й дивизион малых противолодочных кораблей                               |                                                                             |                                                                             |                                                                             |                                                                             |                                                                             |                                                                             |                                                                             |
| Патрульные корабли проекта 22160 типа «Василий Быков»                       | «Василий Быков»                                                             | Зеленодольский ССЗ                                                          | 368                                                                         | 26.02.2014                                                                  | 28.08.2017                                                                  | 20.12.2018                                                                  | В строю                                                                     |
| Патрульные корабли проекта 22160 типа «Василий Быков»                       | «Дмитрий Рогачёв»                                                           | Зеленодольский ССЗ                                                          | 375                                                                         | 25.07.2014                                                                  | 08.04.2018                                                                  | 11.06.2019                                                                  | В строю                                                                     |
| Патрульные корабли проекта 22160 типа «Василий Быков»                       | «Павел Державин»                                                            | ССЗ «Залив» (Керчь)                                                         | 363                                                                         | 18.02.2016                                                                  | 21.02.2019                                                                  | 27.11.2020                                                                  | В строю                                                                     |
| Патрульные корабли проекта 22160 типа «Василий Быков»                       | «Виктор Великий»                                                            | Зеленодольский ССЗ                                                          | 417                                                                         | 25.11.2016                                                                  | 07.05.2024                                                                  | 07.2025                                                                     | Государственные испытания                                                   |
| Патрульные корабли проекта 22160 типа «Василий Быков»                       | «Николай Сипягин»                                                           | Зеленодольский ССЗ                                                          |                                                                             | 13.01.2018                                                                  | 2025                                                                        | 2026                                                                        | Готовится к спуску на воду                                                  |
| 170-й дивизион тральщиков                                                   |                                                                             |                                                                             |                                                                             |                                                                             |                                                                             |                                                                             |                                                                             |
| Морской тральщик проекта 12660                                              | «Железняков»                                                                | Средне-Невский ССЗ                                                          | 901                                                                         | 28.02.1985                                                                  | 17.07.1986                                                                  | 30.12.1988                                                                  | В строю                                                                     |
| Морские тральщики проекта 02668                                             | «Валентин Пикуль»                                                           | Средне-Невский ССЗ                                                          | 770                                                                         | 22.10.1992                                                                  | 31.05.2000                                                                  | 03.01.2002                                                                  | В строю                                                                     |
| Морские тральщики проекта 02668                                             | «Вице-адмирал Захарьин»                                                     | Средне-Невский ССЗ                                                          | 908                                                                         | 13.11.1992                                                                  | 31.05.2000                                                                  | 18.11.2008                                                                  | В строю                                                                     |
| Катера специального назначения проекта 21980 «Грачонок»                     | П-191 «Кадет»                                                               | Зеленодольский ССЗ                                                          | 840                                                                         | 07.05.2010                                                                  | 11.07.2011                                                                  | 10.2011                                                                     | В строю                                                                     |
| Катера специального назначения проекта 21980 «Грачонок»                     | П-349 «Суворовец»                                                           | Зеленодольский ССЗ                                                          | 841                                                                         | 06.05.2011                                                                  | 16.06.2012                                                                  | 14.11.2012                                                                  | В строю                                                                     |
| Катера специального назначения проекта 21980 «Грачонок»                     | П-350 «Курсант Кировец»                                                     | Зеленодольский ССЗ                                                          | 842                                                                         | 05.05.2012                                                                  | 11.04.2013                                                                  | 22.08.2013                                                                  | В строю                                                                     |
| Катера специального назначения проекта 21980 «Грачонок»                     | П-355 «Юнармеец Крыма»                                                      | Зеленодольский ССЗ                                                          | 843                                                                         | 07.05.2013                                                                  | 30.05.2014                                                                  | 22.08.2014                                                                  | В строю                                                                     |
| Катера специального назначения проекта 21980 «Грачонок»                     | П-424 «Кинель»                                                              | Зеленодольский ССЗ                                                          | 837                                                                         | 27.07.2013                                                                  | 2014                                                                        | 09.10.2014                                                                  | В строю                                                                     |
| Катера специального назначения проекта 21980 «Грачонок»                     | П-433                                                                       | Зеленодольский ССЗ                                                          | 844                                                                         | 12.01.2015                                                                  | 2017                                                                        | 16.09.2017                                                                  | В строю                                                                     |
| Десантный катер проекта 11770 «Серна»                                       | Д-144                                                                       | ССЗ «Волга» (Н. Новгород)                                                   | 575                                                                         |                                                                             |                                                                             | 19.02.2008                                                                  | В строю                                                                     |
| Десантный катер проекта 11770 «Серна»                                       | Д-199                                                                       | ССЗ «Волга» (Н. Новгород)                                                   | 544                                                                         |                                                                             | 06.2012                                                                     | 05.08.2014                                                                  | В строю                                                                     |
| Десантные катера проекта 1176 «Акула»                                       | Д-106                                                                       | «Сокольская судоверфь»                                                      | 543                                                                         |                                                                             | 15.09.2009                                                                  | 23.10.2009                                                                  | В строю                                                                     |
| Скоростные десантные катера проекта 02510 «БК-16»                           | Д-296                                                                       | «Рыбинская верфь»                                                           | 677                                                                         | 02.2014                                                                     | 11.2014                                                                     | 19.06.2015                                                                  | В строю                                                                     |
| Скоростные десантные катера проекта 02510 «БК-16»                           | Д-309                                                                       | «Рыбинская верфь»                                                           | 655                                                                         | 11.2017                                                                     | 04.2018                                                                     | 07.2018                                                                     | В строю                                                                     |
|                                                                             |                                                                             |                                                                             |                                                                             |                                                                             |                                                                             |                                                                             |                                                                             |
| 183-й дивизион СПАСР (Новороссийск)                                         |                                                                             |                                                                             |                                                                             |                                                                             |                                                                             |                                                                             |                                                                             |
| Тип                                                                         | Название                                                                    | Изготовитель                                                                | Борт. №                                                                     | Закладка                                                                    | Спуск на воду                                                               | Ввод в строй                                                                | Состояние                                                                   |
| Водолазные боты проекта 522                                                 | ВМ-86                                                                       |                                                                             |                                                                             |                                                                             |                                                                             | 1955                                                                        | В строю                                                                     |
| Водолазные боты проекта 522                                                 | ВМ-108                                                                      |                                                                             |                                                                             |                                                                             |                                                                             | 1958                                                                        | В строю                                                                     |
| Противопожарный катер проекта 364                                           | ПЖК-58                                                                      |                                                                             |                                                                             |                                                                             |                                                                             | 1958                                                                        | В строю                                                                     |
| Спасательный катер проекта 23370                                            | СМК-2094                                                                    |                                                                             |                                                                             | 2013                                                                        | 20.06.2014                                                                  | 2015                                                                        | В строю                                                                     |
| Спасательные буксиры проекта 733                                            | СБ-4                                                                        |                                                                             |                                                                             |                                                                             |                                                                             | 1959                                                                        | В строю                                                                     |
| Спасательные буксиры проекта 733                                            | «СБ-Орион»                                                                  |                                                                             |                                                                             |                                                                             |                                                                             | 1963                                                                        | В строю                                                                     |
| Аварийно-спасательные катера проекта 23040                                  | РВК-764                                                                     |                                                                             |                                                                             | 27.06.2013                                                                  | 17.09.2013                                                                  | 2014                                                                        | В строю                                                                     |
| Аварийно-спасательные катера проекта 23040                                  | РВК-762                                                                     |                                                                             |                                                                             | 27.06.2013                                                                  | 24.09.2013                                                                  | 2014                                                                        | В строю                                                                     |
| Аварийно-спасательные катера проекта 23040                                  | РВК-767                                                                     |                                                                             |                                                                             | 27.06.2013                                                                  | 15.10.2013                                                                  | 2014                                                                        | В строю                                                                     |
| Аварийно-спасательные катера проекта 23040                                  | РВК-771                                                                     |                                                                             |                                                                             | 27.06.2013                                                                  | 15.10.2013                                                                  | 2014                                                                        | В строю                                                                     |
| Аварийно-спасательные катера проекта 23040                                  | РВК-1045                                                                    |                                                                             |                                                                             | 17.06.2014                                                                  | 04.02.2015                                                                  | 2015                                                                        | В строю                                                                     |
| Спасательное судно                                                          | «Коммуна»                                                                   | Путиловский завод                                                           | -                                                                           | 1912                                                                        | 17.11.1913 (с.с.)                                                           | 1915                                                                        | В строю                                                                     |
| Поисково-спасательное судно проекта 05360                                   | «Саяны»                                                                     |                                                                             |                                                                             |                                                                             |                                                                             | 1983                                                                        | В строю                                                                     |
| Пассажирский катер проекта СК-620                                           | ПСК-1321                                                                    |                                                                             |                                                                             |                                                                             |                                                                             | 1982                                                                        | В строю                                                                     |
|                                                                             |                                                                             |                                                                             |                                                                             |                                                                             |                                                                             |                                                                             |                                                                             |
| 519-й отдельный дивизион разведывательных кораблей                          |                                                                             |                                                                             |                                                                             |                                                                             |                                                                             |                                                                             |                                                                             |
| Тип                                                                         | Название                                                                    | Изготовитель                                                                | Борт. №                                                                     | Закладка                                                                    | Спуск на воду                                                               | Ввод в строй                                                                | Состояние                                                                   |
| Средний разведывательный корабль проекта 864 «Меридиан»                     | «Приазовье»                                                                 | «Stocznia Północna» (Гданьск)                                               | 437                                                                         | 8.04.1986                                                                   | 30.09.1986                                                                  | 12.06.1987                                                                  | В строю. Модернизирован в 2007 году                                         |
| Средний разведывательный корабль проекта 18280                              | «Иван Хурс»                                                                 | «Северная верфь»                                                            |                                                                             | 14.11.2013                                                                  | 16.05.2017                                                                  | 18.06.2018                                                                  | В строю                                                                     |
| Средние разведывательные корабли проекта 861М                               | «Экватор»                                                                   | «Stocznia Północna» (Гданьск)                                               | 418                                                                         |                                                                             | 30.03.1968                                                                  | 31.10.1968                                                                  | В строю                                                                     |
| Средние разведывательные корабли проекта 861М                               | «Кильдин»                                                                   | «Stocznia Północna» (Гданьск)                                               | 406                                                                         |                                                                             | 31.12.1969                                                                  | 23.05.1970                                                                  | В строю                                                                     |
| 9-я бригада морских судов обеспечения                                       |                                                                             |                                                                             |                                                                             |                                                                             |                                                                             |                                                                             |                                                                             |
| Тип                                                                         | Название                                                                    | Изготовитель                                                                | Борт. №                                                                     | Закладка                                                                    | Спуск на воду                                                               | Ввод в строй                                                                | Состояние                                                                   |
| Буксирный катер проекта 1606                                                | БУК-645                                                                     |                                                                             |                                                                             |                                                                             |                                                                             | 1988                                                                        | В строю                                                                     |
| Буксирный катер проекта 1606                                                | БУК-1746                                                                    |                                                                             |                                                                             |                                                                             |                                                                             | 1987                                                                        | В строю                                                                     |
| Танкер проекта 1559В                                                        | «Иван Бубнов»                                                               | «Балтийский завод»                                                          |                                                                             |                                                                             | 20.04.1974                                                                  | 19.07.1975                                                                  | В строю                                                                     |
| Морской транспорт вооружения проекта 323В                                   | «Генерал Рябиков»                                                           | ССЗ им. И. Носенко (Николаев)                                               |                                                                             | 1976                                                                        |                                                                             | 06.03.1979                                                                  | В резерве                                                                   |
| Военный транспорт                                                           | «Двиница-50»                                                                |                                                                             |                                                                             |                                                                             | 1985                                                                        | 2015                                                                        | В строю                                                                     |
| Военный транспорт                                                           | «Вологда-50»                                                                |                                                                             |                                                                             |                                                                             | 1985                                                                        | 2015                                                                        | В строю                                                                     |
| Малый морской танкер проекта 03182                                          | «Вице-адмирал Паромов»                                                      | ССЗ «Волга» (Нижний Новгород)                                               |                                                                             | 01.09.2016                                                                  |                                                                             | 29.05.2021                                                                  | В строю                                                                     |
| Малый морской танкер проекта 03180                                          | ВТН-73                                                                      |                                                                             |                                                                             |                                                                             | 11.01.2014                                                                  | 27.11.2014                                                                  | В строю                                                                     |
| Судно тылового обеспечения 23120                                            | «Всеволод Бобров»                                                           |                                                                             |                                                                             | 19.12.2013                                                                  | 14.11.2016                                                                  | 20.08.2021                                                                  | В строю                                                                     |
| Госпитальное судно проекта 320А                                             | «Енисей»                                                                    |                                                                             |                                                                             |                                                                             |                                                                             | 31.01.1981                                                                  | В резерве                                                                   |
| Катера связи проекта 1388НЗ                                                 | КСВ-2155                                                                    |                                                                             |                                                                             |                                                                             |                                                                             | 2015                                                                        | В строю                                                                     |
| Катера связи проекта 1388НЗ                                                 | КСВ-67                                                                      |                                                                             |                                                                             |                                                                             |                                                                             | 2014                                                                        | В строю                                                                     |

#### Приданные средства
| Тип                                                                                          | Наименование, флот                 | Изготовитель                        | Борт. № | Дата ввода в строй | Состояние | Примечания |
| -------------------------------------------------------------------------------------------- | ---------------------------------- | ----------------------------------- | ------- | ------------------ | --- | --- |
| Большой десантный корабль (БДК) — 6                                                          |                                    |                                     |         |                    | | |
| Большие десантные корабли проекта 775 По классификации НАТО — «Ropucha»                      | «Оленегорский горняк» (БДК-91), СФ | («Северная верфь», Гданьск, Польша) | 012     | 30.06.1976         | По данным независимых журналистов — не восстановлен на конец марта 2024; по данным подконтрольной РФ прессы — в строю | В акватории Чёрного моря — с февраля 2022 г. По данным независимых журналистов — не восстановлен на конец марта 2024; по данным прессы РФ — в январе 2024 года завершил восстановительный ремонт после прошлогодней атаки украинского дрона. |
| Большие десантные корабли проекта 775 По классификации НАТО — «Ropucha»                      | «Минск» (БДК-43), БФ               | («Северная верфь», Гданьск, Польша) | 127     | 30.05.1983         | В ремонтном доке; повреждён                                                                                           | В акватории Чёрного моря — с февраля 2022 г |
| Большие десантные корабли проекта 775 По классификации НАТО — «Ropucha»                      | «Калининград» (БДК-58), БФ         | («Северная верфь», Гданьск, Польша) | 102     | 09.12.1984         | В строю | В акватории Чёрного моря — с февраля 2022 г |
| Большие десантные корабли проекта 775 По классификации НАТО — «Ropucha»                      | «Георгий Победоносец» (БДК-45), СФ | («Северная верфь», Гданьск, Польша) | 016     | 05.03.1985         | В строю | В акватории Чёрного моря — с февраля 2022 г |
| Большие десантные корабли проекта 775 По классификации НАТО — «Ropucha»                      | «Королёв» (БДК-61), БФ             | («Северная верфь», Гданьск, Польша) | 130     | 10.07.1991         | В строю | В акватории Чёрного моря — с февраля 2022 г |
| Большой десантный корабль проекта 11711 типа «Иван Грен» По классификации НАТО — «Ivan Gren» | БДК «Пётр Моргунов», СФ            | (ПСЗ «Янтарь»)                      | 117     | 23.12.2020         | В строю | В акватории Чёрного моря — с февраля 2022 г |

### Организационный состав Черноморского флота

#### Корабельные соединения ЧФ
| #                                                          | Проект | Название             | Класс  | Год  | Статус  |
| ---------------------------------------------------------- | ------ | -------------------- | ------ | ---- | ------- |
| 11-я бригада противолодочных кораблей (Севастополь)        |        |                      |        |      |         |
| 861                                                        | 1135   | «Ладный»             | СКР    | 1981 | в строю |
| 868                                                        | 1135М  | «Пытливый»           | СКР    | 1982 | в строю |
| 494                                                        | 11356  | «Адмирал Григорович» | Фрегат | 2016 | в строю |
| 490                                                        | 11356  | «Адмирал Эссен»      | Фрегат | 2016 | в строю |
| 499                                                        | 11356  | «Адмирал Макаров»    | Фрегат | 2017 | в строю |
| 197-я бригада десантных кораблей, в/ч 72136 (Крымская ВМБ) |        |                      |        |      |         |
| 148                                                        | 1171   | «Орск»               | БДК    | 1968 | в строю |
| 152                                                        | 1171   | «Николай Фильченков» | БДК    | 1975 | в строю |
| 156                                                        | 775    | «Ямал»               | БДК    | 1988 | в строю |
| 151                                                        | 775    | «Азов»               | БДК    | 1990 | в строю |

| #                                                       | Проект | Название | Класс | Год  | Статус  |
| ------------------------------------------------------- | ------ | -------- | ----- | ---- | ------- |
| 166-й дивизион малых ракетных кораблей (Севастополь)    |        |          |       |      |         |
| 615                                                     | 1239   | «Бора»   | МРК   | 1989 | в строю |
| 616                                                     | 1239   | «Самум»  | МРК   | 2000 | в строю |
| 295-й Сулинский дивизион ракетных катеров (Севастополь) |        |          |       |      |         |
| 955                                                     | 1241   | Р-60     | РКА   | 1987 | в строю |
| 953                                                     | 1241   | Р-239    | РКА   | 1989 | в строю |

| #   | Проект | Название                 | Класс | Год  | Статус    |
| --- | ------ | ------------------------ | ----- | ---- | --------- |
| 607 | 877    | Б-871 «Алроса»           | ДЭПЛ  | 1990 | в строю   |
| 555 | 636.3  | Б-261 «Новороссийск»     | ДЭПЛ  | 2014 | в строю   |
| 556 | 636.3  | Б-237 «Ростов-на-Дону»   | ДЭПЛ  | 2014 | в ремонте |
| 481 | 636.3  | Б-262 «Старый Оскол»     | ДЭПЛ  | 2015 | в строю   |
| 482 | 636.3  | Б-265 «Краснодар»        | ДЭПЛ  | 2015 | в строю   |
|     | 636.3  | Б-268 «Великий Новгород» | ДЭПЛ  | 2016 | в строю   |
|     | 636.3  | Б-271 «Колпино»          | ДЭПЛ  | 2016 | в строю   |

| #                                       | Проект | Название           | Класс | Год  | Статус  |
| --------------------------------------- | ------ | ------------------ | ----- | ---- | ------- |
| 400-й дивизион противолодочных кораблей |        |                    |       |      |         |
| 064                                     | 1124М  | Муромец            | МПК   | 1982 | в строю |
| 071                                     | 1124М  | Суздалец           | МПК   | 1983 | в строю |
| 418-й дивизион тральщиков               |        |                    |       |      |         |
| 911                                     | 266-М  | Иван Голубец       | МТЩ   | 1973 | в строю |
| 913                                     | 266-М  | Ковровец           | МТЩ   | 1974 | в строю |
| 912                                     | 266-М  | Турбинист          | МТЩ   | 1975 | в строю |
| 909                                     | 266-М  | Вице-адмирал Жуков | МТЩ   | 1978 | в строю |

| #                                             | Проект | Название              | Класс | Год  | Статус  |
| --------------------------------------------- | ------ | --------------------- | ----- | ---- | ------- |
| 181-й дивизион малых противолодочных кораблей |        |                       |       |      |         |
| 054                                           | 1124М  | Ейск                  | МПК   | 1989 | в строю |
| 055                                           | 1124М  | Касимов               | МПК   | 1986 | в строю |
| 170-й дивизион тральщиков                     |        |                       |       |      |         |
| 901                                           | 12660  | Железняков            | МТЩ   | 1988 | в строю |
| 770                                           | 266МЭ  | Валентин Пикуль       | МТЩ   | 2001 | в строю |
| 908                                           | 02668  | Вице-адмирал Захарьин | МТЩ   | 2009 | в строю |
|                                               | 1251   | РТ-168                | РТЩ   | 1969 | в строю |
| 506                                           |        | Даурия                |       | 1968 | в строю |

| #        | Проект | Название                  | Класс                 | Год  | Статус  |
| -------- | ------ | ------------------------- | --------------------- | ---- | ------- |
| ВМ-86    | 522    | ВМ-86                     | водолазное судно      | 1955 | в строю |
| ВМ-108   | 522    | ВМ-108                    | водолазное судно      | 1958 | в строю |
| ПЖК-58   | 364    | ПЖК-58                    | противопожарный катер | 1958 | в строю |
| СБ-4     | 733в   | СБ-4                      | спасательный буксир   | 1959 | в строю |
| СБ-565   | 22870  | СБ-Профессор Николай Муру | спасательный буксир   | 2014 | в строю |
| Орион    | 733с   | СБ-Орион                  | спасательный буксир   | 1963 | в строю |
| ПСК-1321 | СК-620 | ПСК-1321                  | пассажирский катер    | 1982 | в строю |

| #       | Проект | Название    | Класс | Год  | Статус  |
| ------- | ------ | ----------- | ----- | ---- | ------- |
| ССВ-201 | 864    | «Приазовье» | СРЗК  | 1987 | в строю |
|         | 861М   | «Экватор»   | СРЗК  | 1968 | в строю |
|         | 861М   | «Кильдин»   | СРЗК  | 1979 | в строю |

| # | Проект | Название      | Класс                                  | Год  | Статус    |
| - | ------ | ------------- | -------------------------------------- | ---- | --------- |
|   | 1606   | БУК-645       | Буксирный катер                        | 1988 | в строю   |
|   | 1606   | БУК-1746      | Буксирный катер                        | 1987 | в строю   |
|   | 1559В  | «Иван Бубнов» | Танкер                                 | 1975 | в строю   |
|   | -      | «Двиница-50»  | сухогруз                               | 2015 | в строю   |
|   | -      | «Вологда-50»  | сухогруз                               | 2015 | в строю   |
|   | 320А   | «Енисей»      | Госпитальное судно                     | 1979 | в резерве |
|   | 03180  | ВТН-73        | Многофункциональное судно обслуживания | 2015 | в строю   |
|   | 1388НЗ | КСВ-2155      | Катер связи                            | 2015 | в строю   |
|   | 1388НЗ | КСВ-67        | Катер связи                            | 2014 | в строю   |

422-й отдельный дивизион гидрографических судов — базировался в Севастополе, б. Южная. Суда: пр. 861 (ГС «Челекен»), 862/II (ГС «Створ» и ГС «Донузлав»), 872/II (мгс «ГС-402»), плюс большие и малые гидрографические катера. Последний командир дивизиона — капитан 2 ранга Чижов Дмитрий Иванович. В феврале 2012 года в связи с проводимыми в ВС РФ оргштатными мероприятиями, 422-й однгс перестал существовать. Вместо него создана группа судов, групповым капитаном которой назначен капитан 1 ранга Алексей Васильевич Погребняков.
Азовский военно-морской район в составе Черноморского флота со штабом в оккупированном Мариуполе начал формироваться в 2023 году. Укомплектовать его планируют за счёт Черноморского флота и Каспийской флотилии. Всего в составе Азовского района будет находиться восемь боевых кораблей и катеров, а также 16 судов обеспечения. Командиром был назначен командир 97-й бригады десантных кораблей Черноморского флота. Начальником районного штаба был назначен командир 41-й бригады ракетных катеров.

### Морская авиация Черноморского флота
- 43-й отдельный гвардейский морской штурмовой авиационный полк (аэродром Саки);
- 318-й отдельный смешанный авиационный полк (п. Кача).

### Береговые войска Черноморского флота
- 11-я отдельная береговая ракетно-артиллерийская бригада, в/ч 00916 (п. Уташ)
- 15-я гвардейская береговая ракетная бригада[105], в/ч 80365 (г. Севастополь)
- 51-й отдельный береговой ракетный дивизион (г. Каспийск)
- 137-й отряд специального назначения борьбы с подводными диверсионными силами и средствами (в/ч 72969, г. Махачкала)
- 136-й отряд специального назначения борьбы с подводными диверсионными силами и средствами (в/ч 75976, г. Новороссийск)
- 126-я отдельная бригада береговой обороны, в/ч 12676 (с. Перевальное, Симферопольского района)
- 102-й отряд специального назначения борьбы с подводными диверсионными силами и средствами (в/ч 27203, г. Севастополь)
- 338-й морской разведывательный пункт (в/ч 43071, г. Севастополь)
- 475-й отдельный центр радиоэлектронной борьбы (в/ч 60135, г. Севастополь)
- 133-я бригада материально-технического обеспечения (в/ч 73998, г. Бахчисарай)
- 68-й отдельный морской инженерный полк (в/ч 86863, г. Евпатория)[106]
- 744-й Краснознамённый центр связи (в/ч 40136, г. Севастополь)[46]

### Прочее

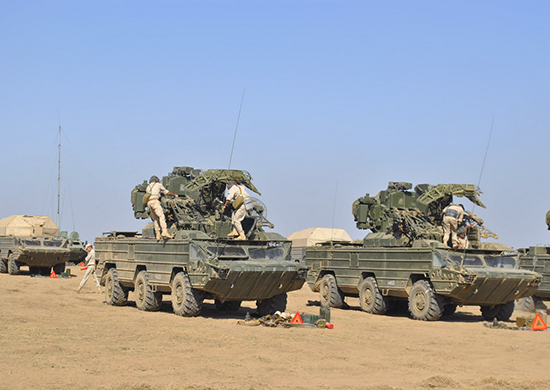
Учения полка ЗРК армейского корпуса Черноморского флота

В состав флота также входят: Драматический театр Черноморского флота имени Б. А. Лавренёва, основан в 1932 году, Ансамбль песни и пляски Черноморского флота,Военный оркестр флота(в прошлом Оркестр Штаба Черноморского флота)
и Военно-исторический музей Черноморского флота. Головное учреждение культуры — Дом офицеров Черноморского флота.
Печатный орган — газета «Флаг Родины», основана в 1920 году.
Головное лечебное учреждение — 1472-й Военно-морской клинический госпиталь Черноморского флота имени академика Н. И. Пирогова. Санатории флота: «Ялта», «Дивноморское».

## Боевые операции Черноморского флота
Война в Грузии
В августе 2008 года корабли ЧФ РФ принимали участие в войне в Грузии около побережья Абхазии. В ней были задействованы: ракетный крейсер «Москва», сторожевой корабль «Сметливый», большие десантные корабли «Цезарь Куников», «Саратов», «Азов» и «Ямал», малые противолодочные корабли «Касимов», «Муромец», «Александровец», «Ейск» и «Суздалец», ракетный корабль на воздушной подушке «Самум», малый ракетный корабль «Мираж», малый разведывательный корабль «Экватор», морские тральщики «Вице-адмирал Жуков» и «Турбинист».
10 августа 2008 года группа российских кораблей в составе БДК «Цезарь Куников» (флагман), БДК «Саратов», МРК «Мираж» и МПК «Суздалец» приняла морской бой с четырьмя (по другим данным с пятью) грузинскими катерами, в ходе которого «Мираж» потопил один катер (ракетой противокорабельного комплекса «Малахит») и повредил ещё один (ракетой зенитного комплекса «Оса»).
Российская аннексия Крыма
С 3 по 27 марта 2014 года корабли Черноморского флота участвовали в блокаде ВМС Украины в Донузлаве во время российской аннексии Крыма. 13 кораблей в Донузлаве перешли под контроль ВМС России, из них 10 потом были возвращены Украине. В Крымском кризисе принимали участие береговые войска флота, в задачу которых входила блокада частей ВСУ, дислоцировавшихся в Крыму.
Военная операция России в Сирии
С началом Военной операции России в Сирии, начатой 30 сентября 2015 года, корабли и суда Черноморского флота несут службу в составе Постоянного оперативного соединения ВМФ России на Средиземном море. Служба осуществляется на основе ротации. В разное время в состав соединения входят от 10 до 15 кораблей и судов флота.
8 декабря 2015 года к боевым действиям привлечена дизель-электрическая подводная лодка «Ростов-на-Дону», из акватории Средиземного моря применившая крылатые ракеты «Калибр» из подводного положения.
Вторжение России на Украину (2022)
Из морских операций примечателен захват острова Змеиный, в котором принимали участие ракетный крейсер «Москва» и патрульный корвет «Василий Быков».
24 марта в порту Бердянска был затоплен большой десантный корабль «Саратов».
13 апреля в акватории Чёрного моря украинским ракетным комплексом «Нептун» был атакован ракетный крейсер «Москва». На судне произошла детонация боекомплекта в результате пожара, корабль получил серьёзные повреждения и затонул при буксировке.
В начале мая около острова Змеиный после удара БПЛА Байрактар TB2 затонул один десантный катер проекта 11770.
17 июня буксир «Спасатель Василий Бех» был потоплен ВМС Украины возле острова Змеиный.
9 августа произошли взрывы на аэродроме «Саки», уничтожившие от 7 до 11 самолётов Су-24 и Су-30.
В ходе боевых действий погибли заместитель командующего Черноморским флотом капитан 1-го ранга Андрей Палий и командир большого десантного корабля «Цезарь Куников» капитан 3-го ранга Александр Чирва.

##### Список единиц Черноморского флота, потерянных с 24.02.2022
| Тип                                                   | Название                 | Закладка   | Спуск на воду | Ввод в строй | Гибель     | Обстоятельства гибели                                                         |
| ----------------------------------------------------- | ------------------------ | ---------- | ------------- | ------------ | ---------- | ----------------------------------------------------------------------------- |
| Большие десантные корабли проекта 1171 «Тапир»        | «Саратов»                | 05.02.1964 | 01.07.1964    | 18.08.1966   | 24.03.2022 | Затонул от пожара и взрыва боезапаса после ракетного удара в порту Бердянска. |
| Ракетные крейсера проекта 1164 «Атлант»               | «Москва»                 | 05.11.1976 | 27.07.1979    | 30.12.1982   | 14.04.2022 | Затонул от пожара при буксировке в северо-западной части Чёрного моря.        |
| Десантные катера проекта 02510 «БК-16»                | Д-310                    | 2020       | 2021          | 2021         | 02.05.2022 | Потоплен при атаке БПЛА в районе острова Змеиный.                             |
| Патрульные катера проекта 03160 «Раптор»              | П-342 «Юнармеец Балтики» | 2014       | 05.2015       | 19.08.2015   | 02.05.2022 | Потоплен при атаке БПЛА в ходе боев за остров Змеиный.                        |
| Патрульные катера проекта 03160 «Раптор»              | П-275                    | 2013       | 17.06.2014    | 05.03.2015   | 08.05.2022 | Подбит в ходе боев за Мариуполь или остров Змеиный.                           |
| Спасательные буксирные суда проекта 22870             | «Василий Бех»            | 2014       | 02.08.2016    | 16.01.2017   | 17.06.2022 | Потоплен при атаке ПКР в северо-западной части Чёрного моря.                  |
| Десантные катера проекта 1176 «Акула»                 | Д-295                    |            |               | 30.12.1989   | 09.11.2023 | Потоплен при атаке БЭНА в посёлке Черноморское.                               |
| Десантные корабли проекта 775                         | «Новочеркасск»           | 28.08.1986 | 17.04.1987    | 30.11.1987   | 26.12.2023 | Уничтожен при атаке ПКР в порту Феодосии.                                     |
| Десантные корабли проекта 775                         | «Цезарь Куников»         | 04.09.1985 | 12.03.1986    | 30.09.1986   | 14.02.2024 | Потоплен при атаке БЭК вблизи побережья Алупки.                               |
| Ракетные катера проекта 12411 «Молния»                | Р-334 «Ивановец»         | 04.01.1989 | 28.07.1989    | 30.12.1989   | 31.01.2024 | Затонул после атаки БЭК на рейде озера Донузлав.                              |
| Патрульные корабли проекта 22160 типа «Василий Быков» | «Сергей Котов»           | 08.05.2016 | 29.01.2021    | 30.07.2022   | 05.03.2024 | Потоплен при атаке БЭК вблизи побережья Керчи.                                |
| Малые ракетные корабли проекта 22800 «Каракурт»       | «Циклон»                 | 26.07.2016 | 24.07.2020    | 12.07.2023   | 19.05.2024 | Потоплен при ударе ракетами ATACMS по г. Севастополь                          |

## Ввод в строй новых кораблей
2008
Десантный катер проекта 11770 переведён в Новороссийск для проведения сдаточных испытаний. 19 февраля 2008 года поднял Андреевский флаг и вошёл в состав Черноморского флота России. Зачислен в соединение охраны водного района Новороссийской военно-морской базы. Бортовой номер — «575».
Летом 2008 года МТЩ «Вице-адмирал Захарьин» совершил переход внутренними водными путями из посёлка Понтонный Ленинградской Военно-морской базы в Новороссийск. Приказом Главнокомандующего ВМФ назначена комиссия для проведения государственных испытаний, после проведения которых корабль будет принят в боевой состав ВМФ и на нём будет поднят Андреевский флаг. 17 января 2009 года зачислен в состав Черноморского флота ВМФ России.
2011
Рейдовый буксир пр.90600: Рейдовый буксир «РБ-389» был заложен в Санкт-Петербурге на ОАО «Ленинградский судостроительный завод „Пелла“» в 2010 году (заводской № 925), спущен на воду в июле 2010 г. 02.03.2011 г. на рейдовом буксире «РБ-389» в Новороссийске был поднят флаг вспомогательного флота ВМФ. Несмотря на свои небольшие размеры, судно обладает широкими возможностями, на нём внедрено множество технических новинок. Полное водоизмещение судна — 417 тонн. Скорость полного хода составляет 12 узлов, её обеспечивают два мощных двигателя. Сила тяги на буксирном гаке около 25 тонн. Буксир оборудован современной радиоэлектроникой, управление судном полностью компьютеризировано. Экипаж буксира — 12 человек. Буксир будет входить в состав бригады вспомогательных судов Черноморского флота. В июне текущего года планируется прибытие на флот ещё одного судна аналогичного проекта.
2012
В Новороссийске состоялась торжественная церемония подъёма военно-морского флага на противодиверсионном катере проекта 21980 «Грачонок».
2013
Черноморскому флоту ВМФ РФ на Новороссийскую военно-морскую базу переданы 4 рейдовых катера комплексного аварийно-спасательного обеспечения проекта 23040.
На рубеже 2013—2014 годов появились сообщения о поступлении нового аэродромного оборудования : светотехнического оборудования «Маркер-М», системы управления полётами «Альфа». В перспективе ожидаются противолодочные вертолёты Ка-27М.
2014
- По сообщению[152] от 2.7.2014, на базе бывшей 406-й артиллерийской группы ВМСУ создан 8-й отдельный артиллерийский полк, оснащённый 300 единицами вооружения и военной техники. Полк с конца июня 2014 года выполняет задачи по прикрытию береговой линии. Структурно полк вошёл в состав ЧФ, подчинение окружное, сформирован из призывников и контрактников, на его вооружении имеется около 300 единиц вооружения и военной техники, в том числе более 60 единиц новых артиллерийских систем:
  - противотанковый комплекс «Хризантема»,
  - 152-мм гаубицы «Мста», оснащённые автоматизированной системой наведения орудия,
  - реактивные системы залпового огня «Торнадо».
- По данным на 24.7.2014 в Севастополе уже базируются противокорабельные береговые ракетные комплексы «Бал» и «Бастион»[153].
- Осенью 2014 года ЧФ получит два новых противодиверсионных катера проекта 21980 «Грачонок»[154].
- В состав ЧФ включена бригада береговых войск (включая горный батальон).
- Головная подлодка проекта Б-261 «Новороссийск» принята в боевой состав флота 22 августа 2014 года.
- Вторая лодка — Б-237 «Ростов-на-Дону» — принята в боевой состав флота 30 декабря 2014 года.

13 мая 2014 главнокомандующий ВМФ России адмирал Виктор Чирков сообщил: «В соответствии с программой военного кораблестроения в ближайшие 6 лет на Черноморский флот планируется поступление порядка 30 боевых кораблей различных классов и судов обеспечения. Причём речь не идёт о необоснованном наращивании сил. Это давно назревшие потребности Черноморского флота, который не обновлялся много лет». Он напомнил, что на рубеже 2014−2015 годов ЧФ получит в свой состав 2 из 6 подводных лодок проекта 636.
2015
- 3 июля 2015 года в состав флота вошла третья подлодка — Б-262 «Старый Оскол»
- 5 ноября 2015 года в состав флота вошла четвёртая подлодка — Б-265 «Краснодар»
- 12 декабря 2015 года Черноморский флот пополнили два МРК проекта 21631 «Зелёный Дол» и «Серпухов».

2016
В 2016 году на Черноморский флот пришёл один из 6 сторожевых кораблей проекта 11356 — «Адмирал Григорович».
- 11 марта 2016 года в состав флота вошёл сторожевой корабль «Адмирал Григорович».
- 7 июня 2016 года в состав флота вошёл сторожевой корабль «Адмирал Эссен».
- 26 октября 2016 года в состав флота вошла пятая подлодка — Б-268 «Великий Новгород»
- 24 ноября 2016 года в состав флота вошла шестая подлодка — Б-271 «Колпино»

2017
В 2017 году на Черноморский флот пришёл второй из 6 сторожевых кораблей проекта 11356 — «Адмирал Эссен», а также малый ракетный корабль проекта 21631 «Вышний Волочёк».
2018
5 октября 2018 года пришёл к месту базирования фрегат проекта 11356 «Адмирал Макаров».
- 1 июня 2018 года в состав флота вошёл МРК проекта 21631 «Вышний Волочёк».
- 24 июня 2018 года в состав флота вошёл средний разведывательный корабль проекта 18280 «Иван Хурс».
- 10 декабря 2018 года в состав флота МРК проекта 21631 «Орехово-Зуево».
- 20 декабря 2018 года в состав флота вошёл головной патрульный корабль проекта 22160 «Василий Быков».

2019
В 2019 году Черноморский флот пополнился новыми кораблями. Второй патрульный корабль проекта 22160 «Дмитрий Рогачёв» вошёл в состав флота 11 июня 2019 года, после завершения государственных испытаний. Также в состав Черноморского флота вошли два базовых тральщика проекта 12700 «Александрит» «Иван Антонов» и «Владимир Емельянов». 28 декабря 2019 года МРК проекта 21631 «Ингушетия» вошёл в состав Черноморского флота.
Боевой состав Черноморского флот пополнится 13 новыми кораблями и судами, часть которых будет оснащена ракетами «Калибр».

### Перспективы
На 2014 год планировалось пополнить ЧФ 6-ю патрульными кораблями проекта 22160, предназначенными для несения патрульной службы по охране территориальных вод, а также, как минимум, четырьмя малыми ракетными кораблями проекта 21631 и пятью малыми ракетными кораблями проекта 22800.
Планировалось, что в 2016 году авиабаза в Гвардейском (Крым) получит морской ракетоносный авиаполк (МРАП), оснащённый дальними бомбардировщиками Ту-22М3, чего, однако, так и не произошло. Перед приёмом новых машин авиабазы в Гвардейском и в Каче должны были существенно модернизировать свою инфраструктуру, после чего на них должны были поступить модернизированные и отремонтированные самолёты и вертолёты, включая истребители Су-27, противолодочные Ту-142 и Ил-38, а также вертолёты Ка-27 и Ка-29.
В июне 2019 года вице-премьер правительства РФ Юрий Борисов заявил, что до конца 2019 года в состав Черноморского флота России будет дополнительно передано ещё три боевых корабля.
20 июля 2020 года на ССЗ «Залив» для Черноморского флота был заложен новый флагман — УДК проекта 23900 «Митрофан Москаленко». Его ввод в строй планируется в 2029 году.